# Museu (poeta)

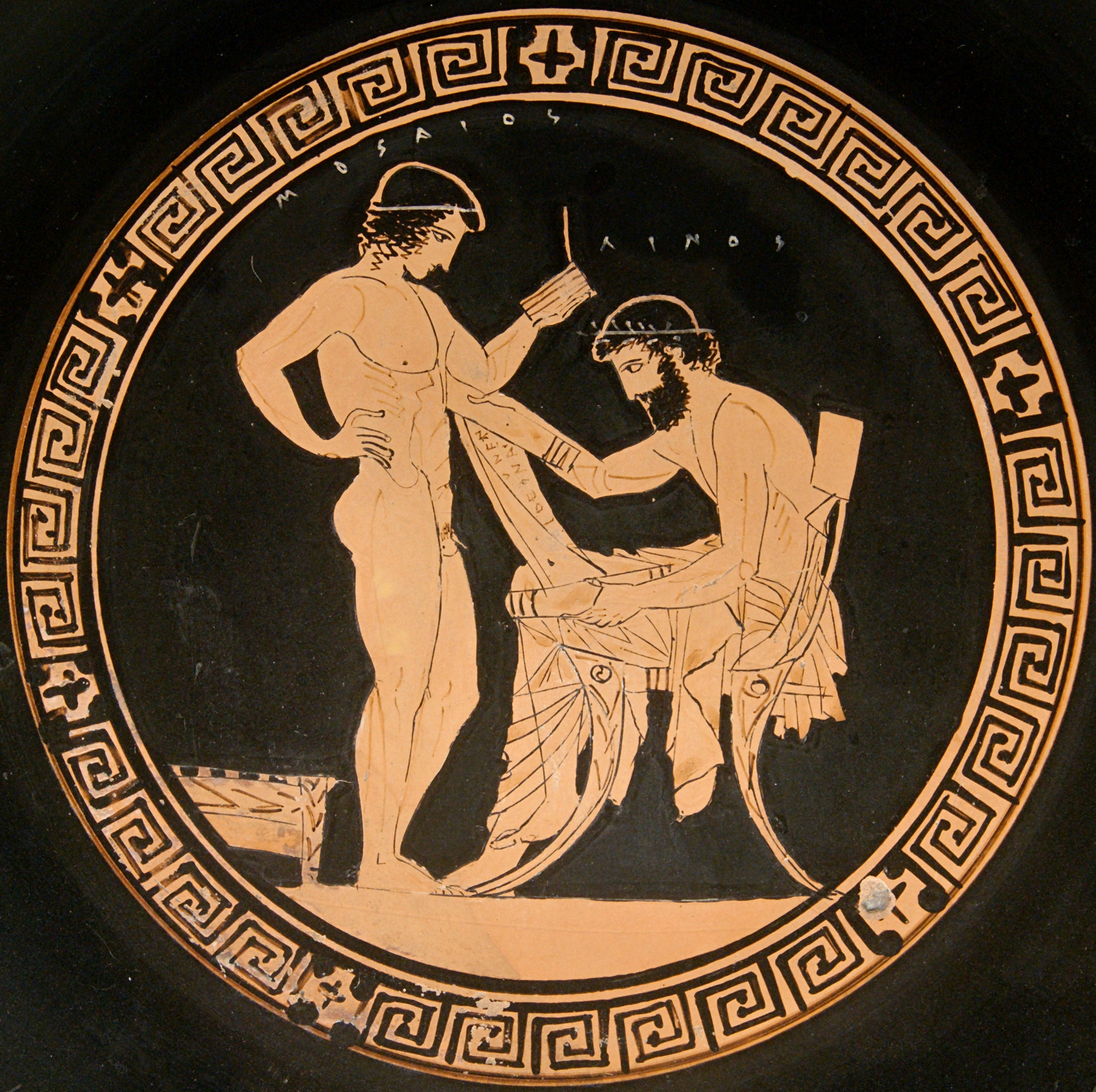

Na mitologia grega, Museu (em grego antigo Μυσαῖος / Musaĩos) é uma figura lendária associada a Orfeu.
Poeta, profeta, filósofo, historiador e músico, teria pertencido à família dos Eumólpidas como filho de Eumolpo e de Selene. Alternativamente, teria sido filho de Antiofemo, ou mesmo de Orfeu, em relação ao qual a sua posição é geralmente a de discípulo e de imitador. Na obra de Eurípides, Museu teria sido treinado pelas próprias nove Musas e por Apolo.
Não se sabe ao certo onde nasceu, se em Atenas, na Trácia ou em Elêusis. No entanto, o seu nome aparece ligado aos costumes e versos místicos e oraculares da Ática, tendo presidido aos mistérios de Elêusis na época de Héracles.
É considerado um dos fundadores da escola órfica. A tradição atribui a Museu oráculos, hinos, uma Titanomaquia e um Hino a Deméter, além de outras composições. Dessas obras só foram conservados alguns fragmentos poéticos de conteúdo teogônico e mitológico.
Os seus cantos sagrados eram tidos como contendo as verdades fundamentais da moral e da sociedade. Atribuíam-lhe, como a Orfeu, um grande papel no desenvolvimento da poesia e da civilização.
Na Eneida de Virgílio é visto na região dos bem-aventurados pelo troiano Eneias, que desceu à morada dos mortos para encontrar seu pai Anquises. A Sibilia, que acompanha o herói troiano, pergunta a Museu onde Anquises pode ser encontrado, e o poeta dá alguns detalhes sobre a vida nesses lugares e lhes indica o caminho a seguir (Eneida, VI, 666-678).
Museu morreu de velhice, e foi enterrado em Atenas, no local chamado de Museu, um morro oposto à Acrópole, dentro da cidade, onde hoje se encontra um monumento para um homem da Síria.